# Mk 6 16吋45倍徑艦炮
Mk 6型16吋(406毫米)45倍徑艦炮（英語：16"/45 caliber Mark 6 naval gun）是一款由美國海軍於1936年為其第二次伦敦海军條約型戰艦而設計的16英寸（406毫米）艦載主炮。1941年，它首先搭載在北卡罗来纳级战列舰以上推出，取代了最初的Mk B 14吋50倍徑艦炮，也被用於後續的南达科他级战列舰。這些战列舰在三座三聯裝砲塔以內搭載了共九門火炮。該艦炮是對科羅拉多級所搭載的16吋45倍徑火炮的改進型，亦是衣阿华级所搭載的16吋50倍徑Mk 7艦炮的前型。

## 描述
16吋45倍徑Mk 6艦炮是科羅拉多級以上所搭載的Mk 5艦炮的改進型，前者的炮彈極限重量為2,240磅（1,016.05），砲塔在30°仰角時最大極限射程為35,000碼（32,004.00）。與舊型火炮相比，Mk 6的主要變化在於能夠發射由美國海軍軍備局所研發的新型2,700磅（1,224.70）穿甲彈。在出廠全新的火炮擊發全裝藥彈時，重型砲彈將以2,300英尺每秒（701.04每秒）的炮口初速從炮口射出；在減裝藥時，同種型砲彈將以1,800英尺每秒（548.64每秒）的初速射出。
發射穿甲彈時，炮管壽命——在需要重置內襯或更換火炮以前，可以發射炮彈的大約數值——為395發炮彈，而發射訓練彈則可增至2,860發。相比之下，阿拉斯加级大型巡洋舰的12吋50倍徑Mk 8艦炮的炮管壽命為344發，而衣阿华级战列舰以上所搭載的16吋50倍徑Mk 7艦炮的炮管壽命為290發。
每座砲塔可以迴旋到艦隻任一側的150°，轉速為4°／秒。火炮可以仰抬至最大45°。1號和3號砲塔可以俯壓至-2°，但2號砲塔則受其背負砲塔式位置所限，其火砲只能下壓至0°。
每根炮管的總長度為61英尺4英寸（18.69），膛徑達到45倍，因此取名為16吋45倍徑；其槍膛長度為60英尺（18.29），膛線長度則是51.5英尺（15.70）。炮管在45°的仰角處可獲得最大射程。採用重型穿甲炮彈時，其最大射程為36,900碼（20.97英里；33.74）；而較輕便的1,900磅（861.83）大容量高爆砲彈時，最大射程則是40,180碼（22.83英里；36.74）。該火炮不包括後膛時重達192,310磅（87,230；85.85長噸）；而整個砲塔的重量略超過3,100,000磅（1,400,000；1,400長噸）。
當發射相同的炮彈、而且命中甲板裝甲時，16吋45倍徑Mk 6艦炮要比16吋45倍徑Mk 7艦炮略有優勢——以45倍徑火砲發射的砲彈初速會較慢，這意味著它下降時的彈道更為陡峭。在35,000碼（19.89英里；32.00）的距離，45倍徑的炮彈將以45.2度的角度撞擊船隻，而50倍徑的炮彈則是36度。

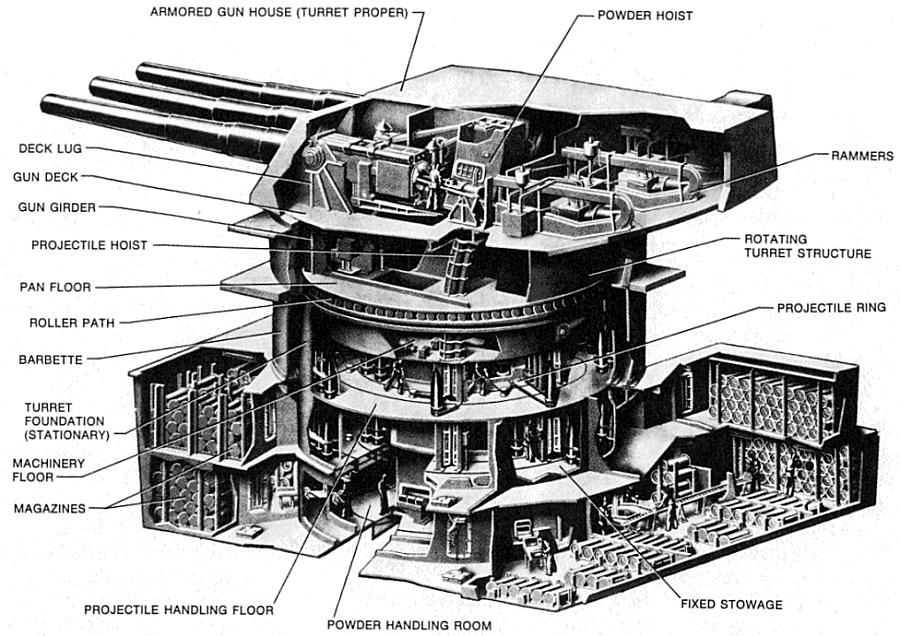
北卡罗来纳级战列舰所搭載的16英寸砲塔的剖面圖

## 炮彈
Mk 6和Mk 7艦炮最初的目標是發射相對輕的2,240磅（1,020；1.00長噸）的Mk 5穿甲彈。但其後重新設計了這些艦炮的炮彈處理系統，以使得在任何一艘衣阿华级战列舰得以下水之前，就有艦隻可使用“超重”2,700磅（1,224.70）APCBC（意為：穿甲、被帽、彈道風帽）Mk 8炮彈。大口徑火砲被設計為可發射兩種不同的16英寸（406毫米）炮彈：用於反艦和反結構工作的穿甲彈，以及用於對付無裝甲目標和岸防炮轟的高爆彈。
儘管北卡羅來納級和南達科他級的艦隻都是条约型战列舰，但Mk 8砲彈卻使得北卡羅來納級與南達科他級能夠成為所有战列舰級別當中能與衣阿华级齊名第二重舷侧艦隻。而只有大和級超無畏艦才能射出更重的炮彈。可Mk 6相對於其他當代战列舰級的劣勢是其射程較短。
裝藥是由小圓柱顆粒狀無煙火藥所組成，其燃燒速率極高。最多可裝6袋絲綢袋，每袋絲綢袋中裝有重達110磅（49.90）的裝藥。

## 服役歷史
16吋Mk 6艦炮有著美國參與第二次世界大戰的戰史相關的幾個區別。
首先的例子，美國海軍所屬的麻薩諸塞號（BB-59）战列舰將所載的16吋45倍徑艦炮用作主炮，而據信，她發射了美國於第二次世界大戰當中的第一發和最後一發16英寸炮彈；第一次發射發生在1942年11月8日的卡薩布蘭卡海戰期間（剛巧在瓜達爾卡納爾海戰之前不久；但瓜達爾卡納爾卻比卡薩布蘭卡稍早結束），最後一次則是在1945年8月9日的日本濱松海岸。
此外，在卡薩布蘭卡擊發它倆是美國海軍所屬的一艘高速戰艦唯一一次在歐洲戰場以上擊發的機會。
第二個例子，用作華盛頓號（BB-56）战列舰主炮的這數門艦炮，在瓜達爾卡納爾海戰中被用以打擊大日本帝國海軍所屬的霧島號戰艦（為艦齡較大、火力較弱的艦艇，裝備了4座共8門的14英寸主炮，最初是在第一次世界大战期間建造作战列巡洋舰）；歷史學家認為這是第二次世界大戰當中，唯一一次美國戰列艦實際地以舰炮擊沉敵方戰列艦的實例。（儘管在雷伊泰灣亦發生了战列舰對上战列舰的交戰，但在很大程度上被認為，擊沉敵方戰列艦的原因在於魚雷而非艦炮。）在華盛頓號的案例而言，她裝備了福特儀器公司生產的Mk 8彈道模擬計數機並且用作核心的艦載火控電腦，這套類比計算機可以蒐集諸如目標艦隻的速度、炮彈飛行時所需的時間，以及對目標發射的砲彈的空氣阻力等多個因素的數據。藉由該彈道計數機，以引導戰艦的火炮對準目標。由於日本方面並無將雷达或自動火控系統開發到可比的水平（儘管他們確實擁有自第一次世界大战以來一直使用、但卻複雜的機械式彈道计算机），這給予了美國海軍在太平洋戰爭當中的主要優勢。1942年11月的夜間，華盛頓號與霧島號在8,400碼（7,680.96）的距離上交戰期間，前者得以在更大的範圍內以更高的準確度以下對目標進行的跟踪和炮擊。華盛頓號藉由所搭載的9門16吋45倍徑Mk 6主炮，發射了75發16吋穿甲彈，打出了令人難以置信的20倍徑重擊，重創霧島號並最終迫大日本帝國海軍將其沉沒。然而在同一場海戰當中，南達科他號亦以其艦載的16吋45倍徑主炮作多輪齊射，然後她不得不撤回維修以斷路器為主發生故障的電路（以至因而遭集中攻擊導致受到重創的上層建築）。

## 後繼型
美國海軍的下一款战列舰級，衣阿华级，不再受到《條約》重量所限制，並反過來地允許增加排水量。然而，在其最初的設計方案當中，總務委員會並不相信增加10,000長噸（10,160.47公噸）的噸位只能使得其比南達科他級增加6節（11.11每小時；6.90英里每小時）的速度。他倆並無保留在南達科他級以上所搭載的16吋45倍徑Mk 6主炮，而是下令未來的研究必須包括預定搭載於已被取消的列星頓級戰鬥巡洋艦和1920年代初期型南达科他级战列舰而被剩下來、更為強大（但亦更沉重）的16吋50倍徑Mk 2艦炮。它還容許增加艦隻的吃水深度，這意味著可以縮短艦隻（以減輕重量）並且降低功率（較窄的舷寬可減少其阻力）。
Mk 2 50倍徑砲塔要比Mk 6 45倍徑砲塔重約400長噸（406.42公噸）。由於還需要增加炮座的尺寸，因此總重量增加了約2,000長噸（2,032.09公噸），使得艦隻的總重量達到46,551長噸（47,298.00公噸），遠遠超過了45,000長噸的限制。這時從軍備局的初步設計當中誕生了一顆明顯的救星，可將50倍徑的艦砲搭載於炮座較小的砲塔以內。1938年6月2日，這一大突破成為展示給了總務委員會的一系列設計當中的一部分。但儘管如此，無後膛的Mk 7艦炮仍然重約239,000磅（108,000），而有後膛時更重達267,900磅（121,500），比Mk 6艦炮要重得多。
Mk 7艦炮的最大射程為23.64英里（38.04），超過Mk 6艦炮的22.829英里（36.74）。當發射相同的常規炮彈時，北卡羅萊納級和南達科他級兩款条约型战列舰以上所搭載的16吋45倍徑Mk 6艦炮卻比衣阿华级所搭載的16吋50倍徑Mk 7艦炮略有優勢，當命中甲板裝甲時，使用45倍徑火砲的炮彈會比較慢，這意味著下墜時彈道會顯得更為陡峭。在35,000碼（19.89英里；32.00）的距離時，45倍徑射出的炮彈將會以45.2度的角度撞擊艦船，而50倍徑射出的炮彈則是36度。
發射穿甲彈時，炮管壽命——在需要重置內襯或更換火炮以前，可以發射炮彈的大約數值——為290發炮彈。相比之下，阿拉斯加级大型巡洋舰的12吋50倍徑Mk 8艦炮的炮管壽命為344發，而北卡羅萊納級和南達科他級以上所搭載的16吋45倍徑Mk 6艦炮的炮管壽命為395發（訓練彈時可增至2,860發）。
第二次世界大戰期間，Mk 7艦炮只用於在太平洋戰爭期間進行岸防炮轟，而Mk 6艦炮卻在太平洋和歐洲兩邊戰場上進行艦對艦戰鬥。這歸因於以下事實：搭載了Mk 7炮座的衣阿华级的艦隻調試時間要晚於搭載了Mk 6的北卡羅來納級和南達科他級的艦隻，因此前者錯過了卡薩布蘭卡和瓜達爾卡納爾兩場海戰，而這兩場也就是美國海軍高速戰艦被部署用於艦對艦作戰的兩項少數例子。涉及美國海軍的大多數大規模海戰都是由太平洋以上由航空母舰的艦載機所進行。

## 流行文化
在2015年戰遊網大型多人在线角色扮演射击游戏《戰艦世界》當中，Mk 6 16吋45倍徑艦炮除了以史實的三聯裝砲塔形式搭載在VIII級銀幣系艦船北卡羅萊納號（BB-55）、VIII級加值系南达科他级战列舰马萨诸塞号（BB-59）與阿拉巴马号（BB-60）以上外，亦維持三聯裝砲塔之姿分別將兩座和四座搭載於北卡羅萊納級「F」方案的VIII級銀幣系航空战列艦內布拉斯加號（兩座都前置）和修改至Gibbs&Cox方案B（Pr.1058.1型）的IX級加值系航空戰列艦奇爾沙治號以上；而中國智能手机遊戲《碧藍航線》與戰艦世界的第六次聯動活動當中，在奇爾沙治號的艦娘登場的同時，亦讓其所配用的Mk 6型16吋45倍徑艦炮沿用相關資料登場，並且命名為“试作型三联装406mm主炮MK6改T0”。

### 年代、功能、性能相近的其他火炮
- 40.6厘米SK C/34艦炮，相近的當代德國艦炮
- BL 16吋Mk I後裝艦炮，相近的當代英國艦炮
- 三年式41公分艦炮，相近的當代日本艦炮

## 尚存的例子
- 位於北卡罗来纳州威尔明顿的北卡羅萊納號（BB-55）博物館艦。
- 位於麻薩諸塞州福爾河的麻薩諸塞號（BB-59）博物館艦。
- 位於亚拉巴马州莫比爾的阿拉巴馬號（BB-60）博物館艦。

## 資料來源
1. ↑  DiGiulian, Tony. . Navweaps.com. 11 July 2016  [14 June 2017]. （原始内容存档于2019-05-28）.
2. 1 2 3 4  DiGiulian, Tony. "United States of America 16"/50 (40.6 cm) Mark 7". （页面存档备份，存于） Navweaps.com. 11 June 2017. Web. 14 June 2017.
3. 1 2 3 4 5  DiGiulian, Tony. "United States of America 16"/45 (40.6 cm) Mark 6". （页面存档备份，存于） Navweaps.com. 11 July 2016. Web. 15 June 2017.
4. 1 2  "Battleship comparison". （页面存档备份，存于） Combinedfleet.com. Web. 7 Aug. 2012.
5. ↑  特雷納，伯納德·E. "Iowa Blast Inquiry: Long Search Ahead" （页面存档备份，存于）. 纽约时报, April 23, 1989. Accessed July 12, 2009.
6. 1 2  . 美國海軍戰艦詞典（英语：Dictionary of American Naval Fighting Ships）. 美國海軍. 2015年8月6日  [2017年6月14日]. （原始内容存档于2020年11月24日）.
7. ↑  Garzke & Dulin 1980，第103–107頁
8. ↑  . . 第1季. 第5集.   [2007-04-23]. The History Channel. （原始内容存档于2020-11-24）..
9. 1 2  Mindell, David. . Baltimore: Johns Hopkins. 2002: 262–263. ISBN 0-8018-8057-2.
10. ↑  Clymer, A. Ben.  (pdf). IEEE Annals of the History of Computing. Massachusetts Institute of Technology. 1993  [2006-08-26]. （原始内容存档 (PDF)于2006-09-09）. |volume=被忽略 (帮助); |number=被忽略 (帮助)
11. ↑  羅伯特·倫德格倫對霧島號的損毀分析
12. ↑  Friedman, pp. 310–311.
13. ↑  Friedman, p. 311.

## 外部連結
- （英文）—NavWeaps, 16"/45 (40.6 cm) Mark 6, navweaps.com （页面存档备份，存于）, retrieved 21 Aug 16.